# آقاصدیق گارایبیلی
آقاصدیق گارایبیلی (ترکی آذربایجانی: Ağasadıq Gəraybəyli; ۱۵ مارس ۱۸۹۷ – ۵ دسامبر ۱۹۸۸) بازیگر اهل جمهوری آذربایجان بود. وی از بازیگران فیلم بختیار بود.

## جوایز:
وی برندهٔ جوایزی همچون نشان لنین، نشان پرچم سرخ کار، نشان برجسته افتخار، و نشان انقلاب اکتبر شده‌است.